# Bogue d'or
Pour les articles homonymes, voir Bogue.
 (septembre 2021).
Le Bogue d'or est un festival organisé par le Groupement culturel breton des pays de Vilaine. Il se déroule dans la ville de Redon, le 4e samedi d'octobre. Créé en 1975 à l'initiative de Jean-Bernard Vighetti, ce festival a pour but de valoriser le chant, la musique et le conte traditionnel de Haute-Bretagne. Ce nom est lié à la châtaigne, spécialité reconnue du pays de Redon.

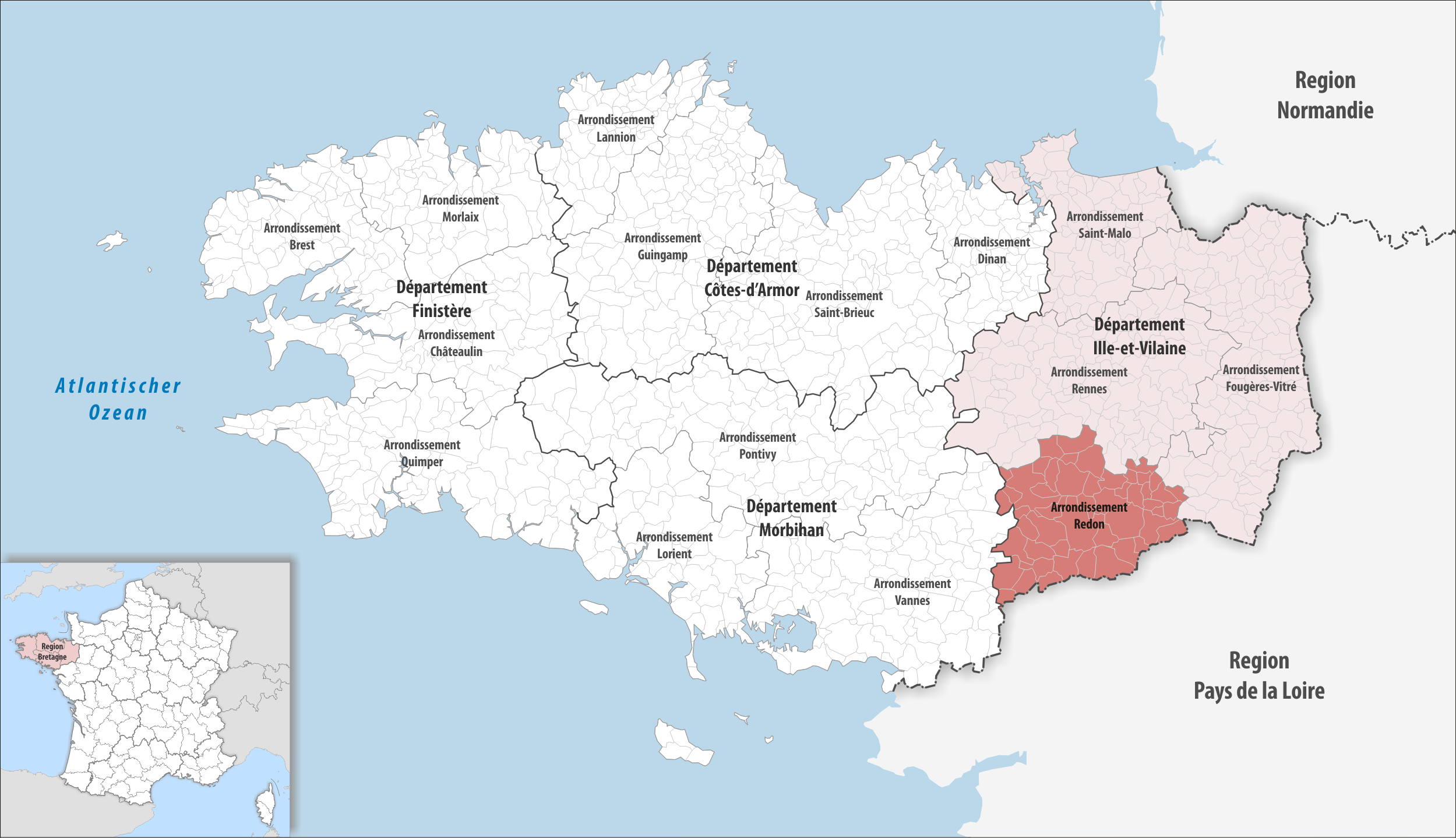
Localisation de Redon.

La Bogue d'or est désormais inscrite à l'Inventaire du patrimoine culturel immatériel en France.

## Historique
L’existence des concours de chant en Bretagne est assez ancienne. Pour autant, ils ne sont formalisés que très tardivement, essentiellement à partir des années 1970, dans la période de renaissance de la culture traditionnelle que connait la Bretagne. Un premier festival, le Kan ar Bobl (Chant du Peuple) est créé en 1973 par le comité organisateur du Festival Interceltique de Lorient, selon le modèle d’un festival irlandais, le Fleac’h Oil.
En janvier 1975 naît le Groupement Culturel Breton des Pays de Vilaine, l'association qui met en place en octobre suivant, le concours de la Bogue d’or. Le contexte lui est grandement favorable puisque la musique bretonne revient à son apogée, de nombreuses collectes musicales (instrument et répertoire) sont réalisées et l’attrait pour la musique traditionnelle revient en force. Le concours s’installe à Redon, et obtient un grand succès dès sa première édition, ce qui lui vaut de s’installer par la suite au théâtre de Redon, symbole fort, puisque la culture populaire prend place dans des lieux de culture dite savante. Dès le départ s’établit également une communion avec le public lors des représentations. Cet aspect est toujours présent aujourd’hui.
Si au départ, la Bogue d’or était réservée au chanteur de la région de Redon, elle s’est peu à peu ouverte à d’autres horizons et regroupe aujourd’hui toute la Haute-Bretagne.

## Concours final de Redon
Le concours de chant se déroule à Redon au mois d’octobre à l’occasion de la foire « teillouse ». Il a surtout pour vocation de faire connaitre la musique bretonne, de la mettre en valeur mais aussi de la transmettre. Aujourd’hui[Quand ?], l’aspect concours est moins mis en avant, même si cela reste le pilier de la Bogue d’or. C’est l’aspect festival qui prime. D’ailleurs, la fête dure désormais plusieurs jours, avec une riche programmation comprenant diverses activités, sur le thème de la musique bretonne : concerts bien sûr[Interprétation personnelle ?], fest-noz, mais aussi conférences ou expositions. Chaque année, le succès est au rendez-vous[réf. souhaitée].

### Sélections
Avant le concours, de nombreuses sélections sont organisées dans les communes à Redon. Cela permet, outre le fait de faire une sélection des chanteurs, de faire participer beaucoup de chanteurs et plus largement d’organisateurs, de collecteurs et de public. Cela fait connaitre le festival, lui donner un certain prestige. Les sélections se passent généralement dans une ambiance plus détendue, plus ou moins formelle, où les juges se font plus discrets et sont plus en phase de repérages que du jugement. Les sélections sont très importantes pour le concours final, elles créent une ambiance et une émulation chez le public qui conditionne le rendez-vous annuel de Redon.

### Concours de chant
Certaines conditions sont nécessaires pour participer au concours de chant. Le morceau choisi doit être interprété a cappella, et doit faire partie du répertoire de tradition orale de Haute-Bretagne. Le jury est composé de cinq à sept personnes (dont quelques-unes spécialistes du chant en Haute-Bretagne, et d’autres plus « extérieures » à la tradition). Les critères de jugement sont aussi très précis. Ils reposent sur :
- la qualité du répertoire (chant de tradition orale uniquement, les chants plus modernes sont exclus. Il s’agit en effet de faire connaitre la richesse du répertoire traditionnel breton) ;
- la qualité de l’interprétation (qualité de la voix mais aussi savoir s’approprier la chanson) ;
- le style (le savoir-chanter issu, de la transmission, la façon de chanter tel ou tel chant) ;
- relation avec le public[1].

Les meilleurs chanteurs sont récompensés avec une bogue d’or, d’argent et de bronze, la bogue représentant l’enveloppe de la châtaigne, fruit emblématique de la région de Redon.L’ouverture du concours aux jeunes générations fait que depuis quarante ans, le concours de la bogue d’or a toujours autant de succès, exemple inédit en Bretagne et en France.

## Lauréats des Bogues d'or, catégorieChanteurs

### Années 1970
- 1975 : Albert Poulain
- 1976 : Erik Marchand
- 1977 : Mme Dreno, André Lalycan , Les Mangeuses d'Oreilles, Rosalie Daniel, Gilbert Bourdin
- 1978 : Christian Dautel, Hélène Daniel, Mesdames Dubois et Borgat, Jeanne Guyot et Brigitte Kerboeuf
- 1979 : Jacques Beauchamp, Mme Chevreuil, Mme Fourrage, M. Gicquel et les chanteurs de Sérent

### Années 1980
- 1980 : Andrée Marquer
- 1981 : Les sœurs Ducloyer, Pierrig Hercelin, Mme Lebreton, Marcelle L'Hospitalier, Marie Morin
- 1982 : Stéphanie Deshayes, Gilbert Hervieux, Mme Nael
- 1983 : Famille Dréno, Arsène Griffon, Joseph Lucas
- 1984 : Michèle Fourrage
- 1985 : Joseph Daniel, Pierrig Hercelin, Jeannette Maquignon
- 1986 : Isabelle André (Le mal de Mai-Michèle Torr)
- 1987 : Abdel Nami
- 1988 : Roland Brou, Arsène Griffon, Joséphine Noal
- 1989 : Eugénie Duval, Joseph Guyot

### Années 1990
- 1990 : Lydie Legall
- 1991 : Mathieu Hamon
- 1992 : Thérèse VOLAND - Charles QUIMBERT
- 1993:  Annick GENTRIC - Les Soeurs ROUILLE
- 1994 : Gabriel Philippot - Magali Cottin - Clémentine Jouin
- 1995 : Émile HOUEIX - Joséphine ROUXEL -
- 1996 :  André BOCÉNO - Éléonore DRÉAN
- 1997 : Eugénie ALLOYER  - Erwan HAMON - Sylvain GIRAUD
- 1998 : Yann LE MEUR  -  Georges CORDUAN
- 1999: Aimé CARLO  - Mélanie CHAUVEL  - Marie, Julie et Hélène NOBLET  - Léa PERQUIS

### Années 2000
- 2000 : Vincent MOREL - François GICQUEL - Gilbert MÉHAT - Emmanuelle BOUTHILLER
- 2001 : Éléonore DRÉAN  -Anne-Gaëlle NORMAND et Arianne GUGUEN  - Collège de Mur de Bretagne
- 2002 : Jacques DUCHESNE   -    Marc CLÉRIVET  -  Louis BERNIER  -  Germain ROY
- 2003 : Irène et André DRUMEL   -  Roger DRÉNO   -ÉCOLE SAINT-JOSEPH de Bains sur Oust  -  Awenig MARIÉ
- 2004 :  Michel TEXIER   -  Arthur PERON
- 2005 : Angélique CHAS -  Jean-Luc LE MOËL   -Emmanuelle BOUTHILLIER & Lucille PERROT
- 2006 : Louis NIOL  - Francine ÉCOBICHON  -   Élise MÉNARD
- 2007 : Yolaine DELAMAIRE
- 2008 : Gisèle Gallais et Yves le Cam (mélodie) Thierry Robin et André Drumel (chant à répondre)
- 2009 : Loïc Le Pen (mélodie) et Ifig Castel (chant à répondre)   - Maëllys LEMOEL

### Années 2010
- 2010 : pas de bogue d’or décernée
- 2011 : Alfred Roger (mélodie) et Céline Le Derff (chant à répondre)
- 2012 : Agathe Louis et Mathieu Guitton (chant a répondre)
- 2013 : Yvette Bellion (chant à répondre) et Simone Kerdall (mélodie)
- 2014 : Irène Drumel, Emmanuelle Bouthillier (chant à répondre) et Maelen Le Brun (mélodie)
- 2015 : Jacky Sourdrille et Philippe Montade
- 2016 : Thérèse Rio, Mike James, Samuel Tiger et Berthe le Touzic
- 2017 : Elouan Le Sauze et Jérémy Kerno [3]
- 2018 : Marie-Edith Rialland (Le berger amoureux)
- 2019 : Constant Le Barh et Maël Garrin

### Années 2020
- 2020 : Camille Robert

- 2021 : Maïwenn Guillon, Cyril Couchoux et Amans Gaffier[4]
- 2022 :Manaïg LE GUEVEL
- 2023 : Cédric MALAUNAY  -  Céline BOURREAU
- 2024 : Patrice SANTERRE - Jean JAMET   -   Mina JOSOU-ARHRID

## Lauréats des Bogues d'Or, catégorieConteurs, Menteurs

### Années 1970
- 1975 : Alain Burban
- 1976 : Alain Burban
- 1977 : Eugène Poulain et Paul Delorme pour "La Guêpe"
- 1978 : Alain Burban, Paul Delorme et M. Lebrun
- 1979 : Alain Burban, Eugène Cogrel, Paul Delorme et Albert Poulain

### Années 1980
- 1980 :
- 1981 : Albert Poulain
- 1982 : Alain Burban
- 1983 :
- 1984 : Eugène Cogrel
- 1985 :
- 1986 :
- 1987 : Eugène Cogrel
- 1988 : Calixe
- 1989 : Gigi Bigot

### Années 1990
- 1990 : Eugénie Duval, Jean-François Froger
- 1991 : Célina MOUSSET
- 1992 : Gigi BIGOT  - Albert POULAIN  - Roger BESNARD
- 1993 : Freddy DESCHAMP  -  Roger BESNARD
- 1994 : Stéphane Glottin
- 1995 :
- 1996 : Gérard HUET
- 1997 : Pas de Bogue d'Or
- 1998 : Didier AUFFRAY  -  Freddy DESCHAMP
- 1999 : Bruno CHEMIN  -  Gaël ROLLAND

### Années 2000
- 2000 : Jean-Pierre Mathias - Yannick CHOTARD - Roger BESNARD
- 2001:  Armel TEXIER  -  Roland GUILLOU
- 2002 : Eugénie DUVAL  -  Yannick CHOTARD - Raymond EVEN
- 2003 : Pierre FLAGEUL
- 2004 : Pascal RENAUDIN  - Daniel ROBERT
- 2005 : pas de Bogue d'Or
- 2006 : Maryvonne LIMON  - Jean-Yves BARDOUL  -  Rolland Guillou
- 2007 : André THIERRY - Maël COUÉRON
- 2008 : Mattao Rollo - Jacky Soudrille
- 2009 : Bruno CHEMIN  -   Georges CORDUAN

### Années 2010
- 2010 : Daniel Robert  - Gaël Roland
- 2011 : François DOUCET  -  Roland GUILLOU
- 2012 : Jean Ruaud (Dirie)  -  Roger Besnard
- 2013 : Daniel Robert
- 2014 : Jean-Luc Oger - Daniel ROBERT
- 2015 : François Dousset et Marie-Brigitte Bertrant - Yannick CHOTARD
- 2016 : Louis Bernier  -Marceline GEFFROY
- 2017 : Gérard GORRÉ  -  Jean RUAUD
- 2018 : Daniel Robert, Jean RUAUD
- 2019 :  Stéphane ROGER  -  Marceline GEFFROY

### Années 2020
- 2020 : Daniel Robert - Jacky Soudrille
- 2021 : RENAUDIN Pascal-  FEUILLET  Jacques-  LE SEIGNOUX  Alain
- 2022 : William LANDIN  -Réjane DELUCE  -Gaël ROLLAND
- 2023 : Bertille LEVASSEUR - François BURET
- 2024 : Pascal RENAUDIN - Alain LESEIGNOUX

### Discographie
- Bogue d’Or – Chants traditionnels, disque 33 tours, éd. GCBV, 1977 (enregistrements des finales de la Bogue 1975 et 1976).
- Bogue  d’Or ‐  Mémoire de  notre  peuple, CD, éd. GCBPV, 1996  (enregistrements effectués lors des finales de la Bogue entre 1975 et 1995, CD publié à l’occasion du 20ème anniversaire).
- ''Bogue d’or – Morceaux choisis 1991/1992, cassette audio, éd. GCBPV, 1993.
- Bogue  d’Or –  Redon –  Enregistré  en  public  en  1978 -1979, cassette  audio, éd. GCBPV,1979.
- Bogue d’Or 1989, coll. Chanteurs et musiciens de Bretagne n°3, cassette audio -livret, éd.Dastum, 1990
- Bogue d’Or 1990, coll. Chanteurs et musiciens de Bretagne n°7, cassette audio -livret, éd.Dastum, 1991.